# Schismaderma carens
A Schismaderma carens a kétéltűek (Amphibia) osztályába, a békák (Anura) rendjébe és a varangyfélék (Bufonidae) családba tartozó Schismaderma nem monotipikus faja.

## Elterjedése
A faj Angolában, Botswanában, a Kongói Demokratikus Köztársaságban, Kenyában, Malawiban, Mozambikban, Namíbiában, a Dél-afrikai Köztársaságban, Szváziföldön, Tanzániában, Zambiában, Zimbabwében és valószínűleg Lesothóban honos. Természetes élőhelye a száraz szavanna, párás szavanna, szubtrópusi vagy trópusi száraz és párás bozótosok, szubtrópusi vagy trópusi száraz, síkvidéki rétek, édesvizű mocsarak, művelhető földek, legelők, városias területek, víztárolók, pocsolyák, csatornák és öntözőárkok.

## Megjelenése
A Sabahphrynus maculatus meglehetősen nagy testű békafaj, a kifejlett egyedek mérete eléri a 90 mm-t, a nőstények valamivel nagyobbra nőnek, mint a hímek. Háta vörösesbarna, egy-egy pár barna folttal a vállakon és a hát alsó részén. Hátának oldalán hosszanti kiemelkedés fut a hallószervtől a hátsó lábáig, a kiemelkedés mentén mirigyek találhatók. a kiemelkedés alsó élének külső fele világosabb. Bizonyos egyedek oldala sötétebb, másoké világosabb.

## Természetvédelmi helyzete
Alkalmazkodóképessége miatt a fajra nézve jelenleg nincs veszélyforrás.